# Mariage de Victoria de Suède et de Daniel Westling
Le mariage de la princesse héritière Victoria de Suède et de Daniel Westling a eu lieu le 19 juin 2010 à la cathédrale de Stockholm. Le mariage a été décrit comme le plus grand mariage princier d'Europe depuis celui du prince Charles et de Diana Spencer en 1981. Daniel Westling est titré pour l’occasion « Son Altesse Royale le prince Daniel de Suède, duc de Västergötland ». Il reçoit également la plus haute distinction suédoise, l'ordre des Séraphins.
À partir de 2002, la princesse fréquente Daniel Westling, son ancien professeur de gymnastique. Le projet de mariage reçoit l'aval du roi et du gouvernement avant l'annonce de leurs fiançailles par le palais royal le 24 février 2009.

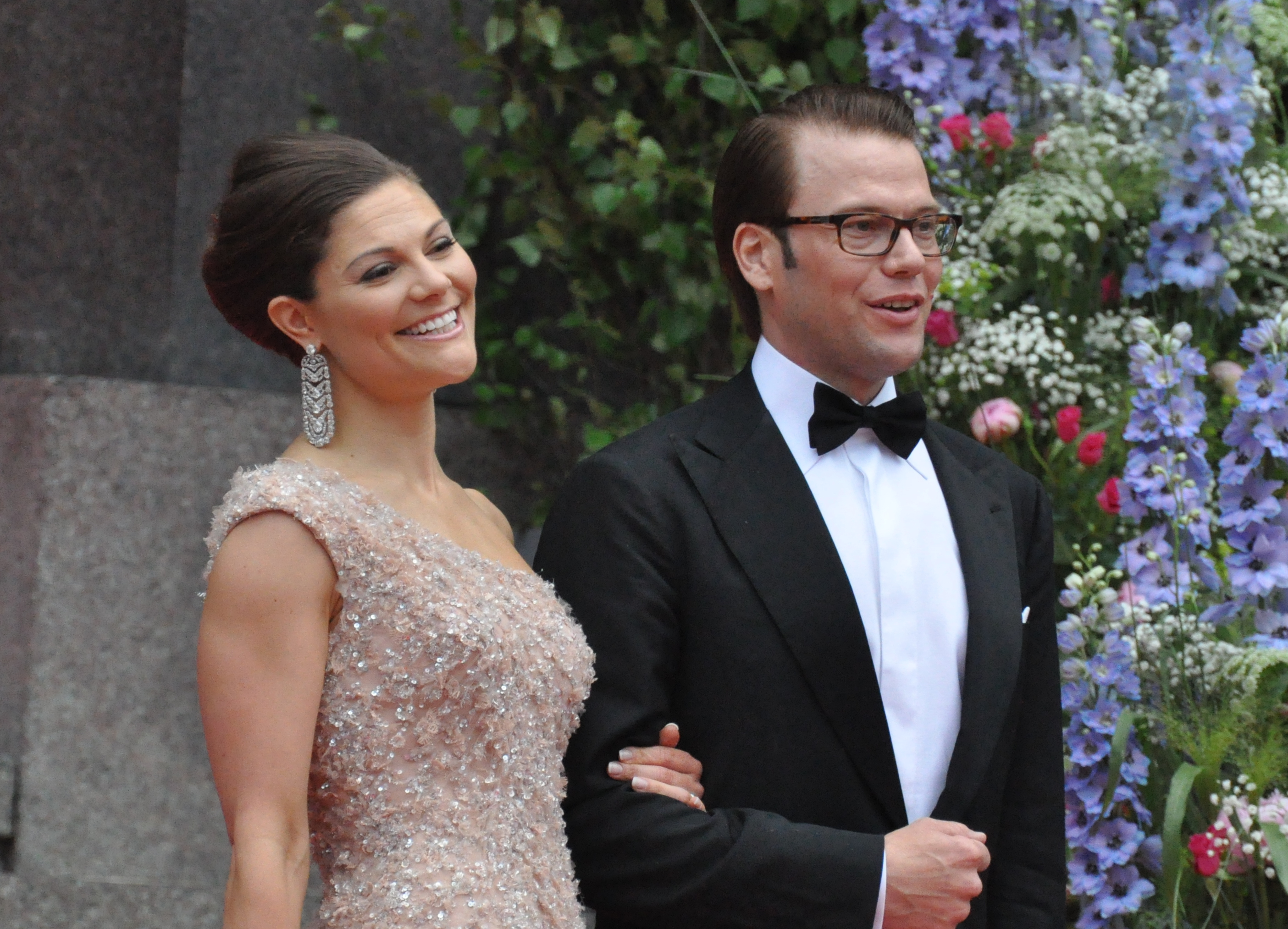
Victoria de Suède et Daniel Westling arrivant le 18 juin pour le gala en l’honneur de leur mariage.

La princesse héritière Victoria a fait son entrée dans la cathédrale au bras de son père le roi Charles XVI Gustave, précédée par dix enfants d'honneur dont trois enfants dont elle est la marraine et qui seront aussi un jour, comme elle, appelés à monter sur un trône :
- la princesse Catharina-Amalia des Pays-Bas (2003), princesse héritière depuis (30 avril 2013), fille du roi Willem-Alexander des Pays-Bas et de la reine Máxima ;
- la princesse Ingrid Alexandra de Norvège (2004), fille du prince héritier Haakon de Norvège et de Mette-Marit Tjessem Høiby ;
- le prince Christian de Danemark (2005), fils du prince héritier Frederik de Danemark et de Mary Donaldson.

Autres enfants d'honneur : Madeleine Van Dicklage, Vivi, Guilia et Leopold Sommerlat, Ver et Hedvig Blom et Ian Carl Gerard de Geer af Finspång (petit-fils de la princesse Désirée de Suède).
Pour son mariage, la princesse héritière Victoria portait une robe du créateur suédois Pär Engsheden, ainsi qu'une traîne de près de cinq mètres en voile et en dentelle appartenant à la famille royale de Suède.
Elle portait pour la première fois la tiare dite « aux camées », qui a une longue histoire, puisqu'elle aurait été créée pour l'impératrice Joséphine. Le bijou était entré dans la famille royale de Suède par le mariage du futur Oscar Ier avec Joséphine de Leuchtenberg, le 19 juin 1823.

Cette tiare a été portée par plusieurs femmes pour leur mariage, dont la reine Silvia, qui l'arborait lors de ses noces le 19 juin 1976, ainsi que par les princesses Brigitta et Désirée, tantes paternelles de Victoria.

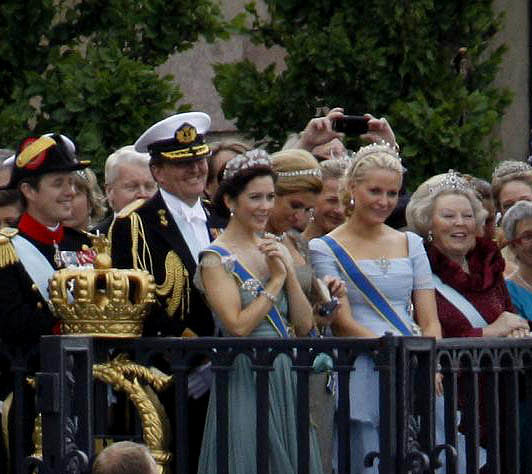
De gauche à droite : Frederik de Danemark, Willem-Alexander des Pays-Bas, Mary de Danemark, Máxima des Pays-Bas, Mette-Marit de Norvège et Béatrix des Pays-Bas.

La chanson When You Tell the World You're Mine, interprétée par Agnes et Björn Skifs accompagnés de l'orchestre philharmonique de Stockholm, a été écrite spécialement pour l'occasion.
À la sortie de la cathédrale, le couple princier a fait un tour en carrosse dans les rues de Stockholm jusqu'au musée Vasa, puis a regagné le Palais royal par un bateau où les attendaient tous les invités. La princesse Victoria a ensuite prononcé un discours depuis le balcon du palais.
La réception du mariage a eu lieu au Palais royal.
Le gâteau de mariage était composé de mousse de fraise et rhubarbe, de chocolat blanc et de glace à la vanille. Il pesait 250 kg et était installé sur onze étages.
Les mariés sont partis en voyage de noces dans la nuit, vers 3 heures du matin pour Bora-Bora dans un yacht.